# Esther Antich Sariol
Esther Antich i Sariol (Barcelona, 1892-1972) fou una professora i pedagoga catalana, directora general de Primer ensenyament durant el Govern de la Segona República espanyola, entre 1938 i 1939.

## Biografia
Filla de José Antich, un metge i pensador llibertari, membre de l'Ateneu Barcelonès i autor d'una biografia de Francesc Ferrer i Guardia. El seu germà, Ismael Antich, fou un farmacèutic i traductor. Va fer una traducció de Crim i Càstig al castellà directament del rus, entre moltes altres.
Esther Antich va estudiar a l'Escola Normal de Mestres, i va començar la seva trajectòria professional com a professora en un institut de Vilanova.
El 1927 es va incorporar a l'equip de pedagogs de l'Ajuntament de Barcelona. El 1931 fou nomenada secretària del departament tècnic de cultura de l'Ajuntament, dins l'equip de Manel Ainaud, on entraria en contacte amb altres col·laboradors d'Ainaud com Ventura Gassol, Pere Bohigas Tarragó, Miquel Llor, Francesc Folguera, Antoni Gelabert, Artur Martorell i Pere Vergés, entre d'altres.
Antich fou membre del Lyceum Club de Barcelona, un club de dones fundat el 1931 que responia a la necessitat de moltes dones, intel·lectuals, escriptores i artistes, de construir institucions i espais culturals, educatius i polítics on compartir, fer visible i discutir inquietuds i experiències específiques. També fou membres de la Secció de Mestres del Sindicat de l’Ensenyament i Professions Liberals de la CNT.

### Directora General dePrimera Enseñanza
El 1938 fou nomenada directora General de Primera Enseñanza del govern de la Segona República espanyola, en l'etapa de Juan Negrín, sota les ordres de Segundo Blanco. La Direcció General depenia del Ministerio de Instrucción Pública.
Una de les seves primeres tasques com a directora fou reestructurar el departament, suprimint la delegació de Catalunya (ja hi havia el govern de la República, en aquell moment) i creat dues noves grans delegacions estatals, una per Llevant (dirigida per José Villora) i una altra a Madrid (dirigida per Francisco Rojas i posteriorment per José Conrado Menéndez).
Com a directora general, també dirigí el Consell Nacional de la Infància Evacuada (CNIE) des d'on va gestionar les colònies infantils durant els anys de la guerra, per tot el territori estatal i a l'estranger.
Segons el llibre Memòries sentimentals de Francesc Pujols, el filòsof es va enamorar platònicament d'ella després d'una trobada efímera l'estiu de 1938 a S'Agaró.
El 1939 el CNIE va anant perdent capacitat de gestió progressivament. Al finalitzar la guerra, fou ella qui va facilitar la fugida de diversos intel·lectuals cap a França en un bibliobús.
El 21 de gener de 1939 va marxar a França per la Jonquera. Primer es va exiliar a Mèxic i posteriorment va tornar a Europa, establint-se a França. Va viure a Tolosa de Llenguadoc, Marsella (1942), Lió (1945) i a París (1947?). Durant els seus anys a l'exili va formar part de la Comissió de Cultura del Consell Assessor de la Presidència de la Generalitat (1945), va ser Membre del Comitè a França de la Creu Roja Republicana espanyola (1950) i Membre del Consell Consultiu d'ERC (1952). A nivell professional, va reballar en temes d'educació a la seu de la UNESCO, a París.
No tornaria a Barcelona fins al 1964, quan fou indultada pel franquisme. Moriria a la seva ciutat natal el 16 de novembre de 1972.